# جو بومان (لاعب كرة قاعدة أمريكي)
جو بومان (بالإنجليزية: Joe Bauman)‏ هو لاعب كرة قاعدة أمريكي، ولد في 16 أبريل 1922 في ويلش في الولايات المتحدة، وتوفي في 20 سبتمبر 2005 في روزويل في الولايات المتحدة.

## وصلات خارجية
- جو بومان (لاعب كرة قاعدة أمريكي) على موقعبيزبول رفرنس.كوم (الدوري الثانوي) (الإنجليزية)
- جو بومان (لاعب كرة قاعدة أمريكي) على موقع جمعية أبحاث البيسبول الأمريكية (الإنجليزية)